# Remember (Fayrayの曲)
「Remember」（リメンバー）は、2002年2月20日にリリースされたFayrayの11thシングル。発売元はavex trax。

## 収録曲
全編曲：春川仁志
1. Remember
  - 作詞・作曲：Fayray
2. Private Eyes
  - 作詞・作曲：Daryl Hall・Warren Pash・Sara Allen・Janna Allen

ダリル・ホール&ジョン・オーツの同曲のカバー。

## 参加ミュージシャン
Remember
- 春川仁志：All Keyboards & Programming
- 江口信夫：Drums
- 山口寛雄：Bass
- 阿部義明：Guitar
- 村山桐山ストリングス：Strings
- Fayray：Chorus
- 村山達哉：Strings Arrangement

Private Eyes
- 春川仁志：Keyboards & Programing
- 阿部義明：Guitar
- 小林信吾：Rhodes
- Fayray：Chorus

## タイアップ
- 日本テレビ系「横浜国際女子駅伝」イメージソング（#1）

## テレビ出演
Remember
- 2002年2月19日 テレビ東京系「倫敦音楽館 Lon-mu」
- 2002年2月19日 日本テレビ系「AX MUSIC-FACTORY」
- 2002年2月25日 フジテレビ系「HEY!HEY!HEY! MUSIC CHAMP 覇の2時間30分スペシャル」